# Георги Ангелов (юрист)
Георги Ангелов е български юрист.

## Биография
Роден е на 18 февруари 1959 година в София. През 1982 година завършва право в Софийския университет „Климент Охридски“. След стаж в Софийския градски съд е съдия във Враца (1984), Бяла Слатина (1985 – 1986) и Своге (1986 – 1991), където от 1989 година оглавява районния съд. През 1991 година за кратко работи в Министерството на правосъдието, след което отново е съдия в Софийския окръжен съд (1991 – 1998), Софийския апелативен съд (1998 – 1999) и Върховния административен съд (1999 – 2012). През този период преподава вещно право в Софийския и в Нов български университет и процесуално право в Националния институт на правосъдието, участва в съставянето на Административнопроцесуалния кодекс.
През 2012 година Ангелов е избран от общото събрание на върховните съдилища за съдия в Конституционния съд.